# Siliqua costata
Siliqua costata is een tweekleppigensoort uit de familie van de Pharidae. De wetenschappelijke naam van de soort is voor het eerst geldig gepubliceerd in 1822 door Say.